# Saint Louis de Toulouse (Vivarini, Paris)
Pour les articles homonymes, voir Saint Louis de Toulouse (homonymie).
Saint Louis de Toulouse – en italien San Ludovico di Tolosa – est un tableau de la Première Renaissance italienne réalisé par le peintre de l'école vénitienne Antonio Vivarini vers 1440-1460. Conservée au musée du Louvre, à Paris, cette peinture chrétienne exécutée sur bois appartient probablement au registre supérieur droit d'un polyptyque dispersé. Elle représente Louis d'Anjou en buste sur un fond d'or, tourné de trois-quarts vers la gauche.

## Description
Le saint évêque est ici figuré par l'artiste plus richement vêtu que dans son Saint Louis de Toulouse qui se trouve au musée des Beaux-Arts de Tours. Sa crosse épiscopale, sa mitre et son livre sont davantage dorés, et il porte une parure généralement plus ornementée. Elle est notamment décorée de grandes fleurs de lys que l'on retrouve en revanche dans une autre représentation de Louis de Toulouse par Vivarini, celle du musée du Petit Palais d'Avignon.

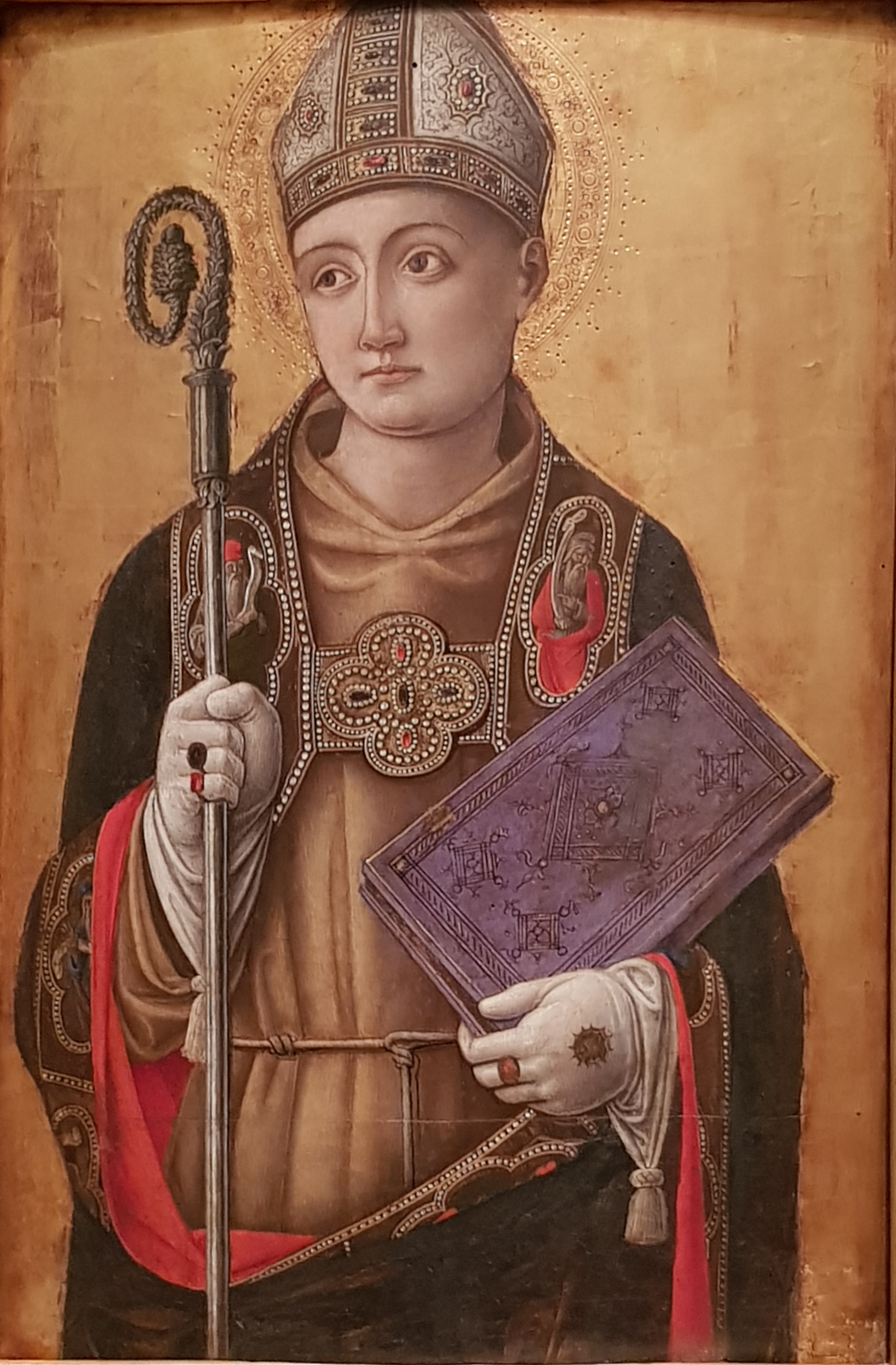
Saint Louis de Toulouse, musée des Beaux-Arts de Tours.
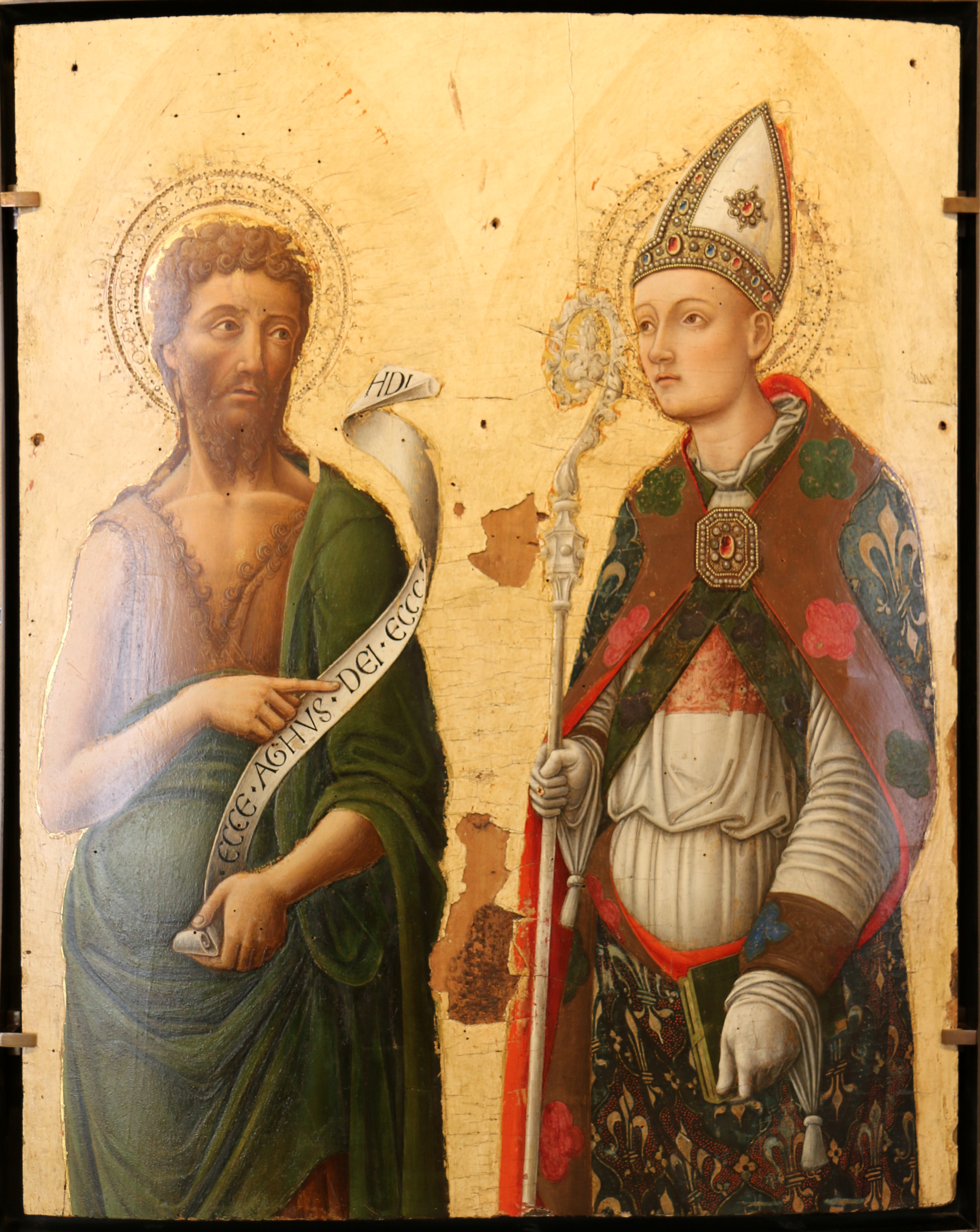
Saint Jean Baptiste et saint Louis de Toulouse, musée du Petit Palais.